# Bataille de Khe Sanh
Guerre du Viêt Nam
Batailles
Le siège de Khe Sanh est une bataille de la guerre du Viêt Nam qui opposa l'armée américaine à l'Armée populaire vietnamienne et les troupes du Front national de libération du Sud Viêt Nam (Viêt Cong). Elle se déroula au début de 1968, durant la fameuse offensive du Tết. Commencée le 21 janvier, elle dura 77 jours. Conclue par une victoire américaine, elle n'eut cependant pas de conséquences stratégiques claires.

## La base

### Situation
La base américaine de Khe Sanh se trouvait dans le nord du Sud Viêt-Nam, à 100 km de Hué sur la côte, et au commencement de la zone montagneuse. Elle était à peine à 10 km de la frontière laotienne et seulement 23 km au sud de la zone démilitarisée qui séparait le Nord et le Sud du Viêt Nam.

### Naissance de la base
En juillet 1962, les premières unités spéciales des forces américaines commencèrent à construire, non loin de la place de Khe Sanh, ce qui ne devait être initialement qu'un centre de formation pour les combattants, à proximité d'une ancienne plantation coloniale. Le reste de l'année 1962, les troupes de la base furent renforcées. Dès septembre 1962, une piste d'aviation longue de 400 mètres fut construite. La base fut progressivement développée massivement et renforcée. Elle servit de point de départ pour des explorations contre la piste Hô Chi Minh, dans la région, et même au-delà de la frontière laotienne. Elle permit également de contrôler l'une des grandes vallées qui conduisait du sud-est du Laos jusqu'à la base de Da-Nang, ainsi que de surveiller la zone démilitarisée entre le Nord et le Sud du Viêt Nam.

### La base de combat

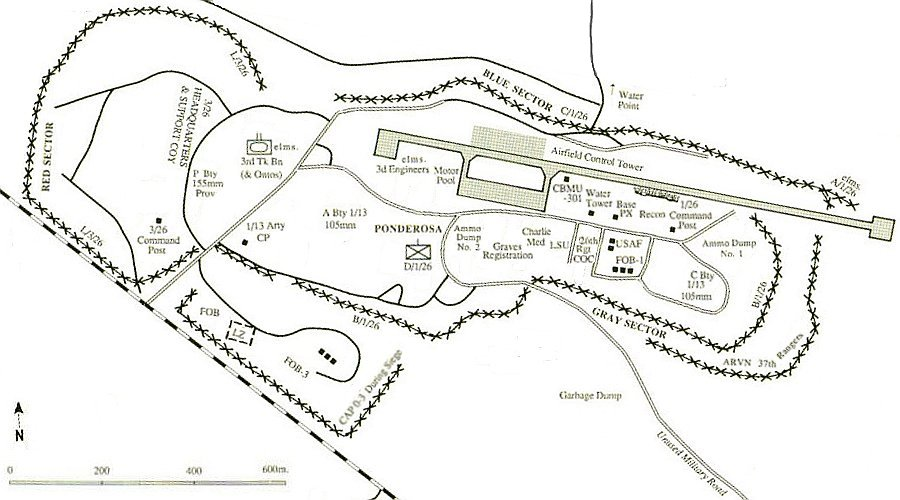
Carte : Plan de la base de Khe Sanh

La base de combat, elle-même, s'étendait sur environ 1,8 km le long du fleuve Rao Quan et d'un plateau. L'élément central était une piste de 1 200 m de long qui avait été construite avec des plaques d'aluminium et permettait à des avions gros porteurs, tels les C-130 Hercules, de décoller et d'atterrir. La piste ne disposait pas de voie de circulation aussi les avions devaient tourner sur la piste principale afin de se positionner.
Au sud de la piste, il y avait les logements et les postes de commandement du 26e bataillon de marines, des rangers, ainsi que les postes de commandement de l'artillerie de champ et le contrôle d'aérodrome. Du côté est de la piste, il y avait le stock de munitions de la base. La base disposait également d'un deuxième dépôt de munitions plus au sud.
Les défenseurs disposaient de 18 obusiers M101 de 105 mm avec 12 km de portée, 6 obusiers M114 de 155 mm avec 14,5 km de portée ainsi que de six mortiers M30 de 107 mm avec 4 020 m de portée. À cela, s'ajoutaient des canons M107 à longue portée de 175 mm, disposés au lieu-dit « Rockpile » et dans le « camp Carrol », qui pouvaient prendre les voies d'accès à la base sous leurs feux. Pour la défense directe de la base, cette dernière disposait de 6 chars lourds "Pershing" M48, 10 véhicules chenillés "Ontos" M50, 4 blindés M42 ainsi que plusieurs camions équipés de mitrailleuses lourdes M2.
En outre, les marines occupaient les collines 881 qui étaient situées au nord de la base, ainsi que les collines 861 et le plateau au sud, et surveillaient les collines 558 qui fermaient la vallée du fleuve Rao Quan. Sur la colline 950, à l'est du fleuve, un poste de relais de radio était installé (voir la carte 3). D'autres collines étaient occupées, comme la colline 64 qui s'élevait dans la plaine, et d'où les marines pouvaient fournir un soutien d'artillerie à une grande partie de la base.

## Prémices de la bataille

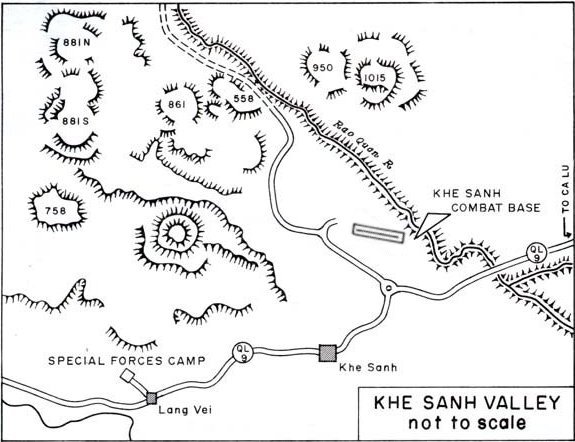
Situation de la base

Lors de l'opération Scotland, à la fin de 1967, de multiples patrouilles autour de la base ainsi que les opérations de surveillance électronique Niagara I, avaient mis en évidence des regroupements de Vietnamiens placés sous le commandement de la 304e division, ayant déjà servi contre les Français à Ðiện Biên Phủ, et passant par l'est de la zone démilitarisée, dans la région de Khe Sanh.
Le général Westmoreland fit alors renforcer les troupes de Khe Sanh pour pouvoir résister à une éventuelle attaque. Tout comme les Français avaient cherché une bataille décisive à la bataille de Điện Biên Phủ, il comptait se servir de Khe Sanh pour arracher la décision dans le conflit avec le Viêt Nam du Nord. Les Vietnamiens consentirent aussi volontiers, qu'une victoire lors de la bataille à Khe Sanh sur les Américains, aurait ouvert la voie au contrôle de la région par les troupes de Hô Chi Minh et aurait facilité ainsi l'approvisionnement des Việt Cộng dans le sud.
Dans les jours qui suivirent, des attaques sporadiques eurent lieu contre des positions des Marines autour de Khe Sanh. Ces derniers ne restèrent pas inactifs, et entreprirent plusieurs contre-attaques contre les positions vietnamiennes, dont les positions d'artillerie installées sur une colline au nord-ouest de la base. Une attaque du 26e peloton de Marines, le 20 janvier 1968, la veille du début du siège, parvint presque à repousser l'ennemi de la colline 881 au nord. Mais ce même jour, un agent de renseignement vietnamien travaillant pour les Américains prévint la base d'une attaque massive imminente, et les troupes américaines furent retirées et placées en défense, alors que la base passait en état d'alerte maximal.

## La bataille

### Les forces en présence
Les forces alliées sont constituées des unités suivantes (effectifs entre parenthèses) :
- Compagnie de commandement, 26e régiment d'infanterie du corps des Marines (191)
- 1er bataillon, 26e régiment d'infanterie du corps des Marines (1 301)
- 2e bataillon, 26e régiment d'infanterie du corps des Marines (1 254)
- 3e bataillon, 26e régiment d'infanterie du corps des Marines (1 279)
- 1er bataillon, 9e régiment d'infanterie du corps des Marines (1 192)
- 1er bataillon, 13e régiment (d'artillerie) du corps des Marines (397)
- Forward Operation Base 3, forces spéciales (588)
- 37e bataillon de Rangers Sud-Vietnamien (318)

Les forces nord-vietnamiennes sont constituées des unités suivantes :
- 304e division
- 320e division
- 324Be division
- 325Ce division
- 270e régiment indépendant
- 16e régiment d'artillerie
- 45e régiment d'artillerie
- 84e régiment d'artillerie
- 204e régiment d'artillerie
- 675e régiment d'artillerie
- 208e régiment d'artillerie anti-aérien
- 214e régiment d'artillerie anti-aérien
- 228e régiment d'artillerie anti-aérien
- 7e régiment de sapeurs
- 198e bataillon blindé (équipé de chars légers PT-76)
- bataillon indépendant de sapeurs
- bataillon indépendant de communication

### Début de la bataille

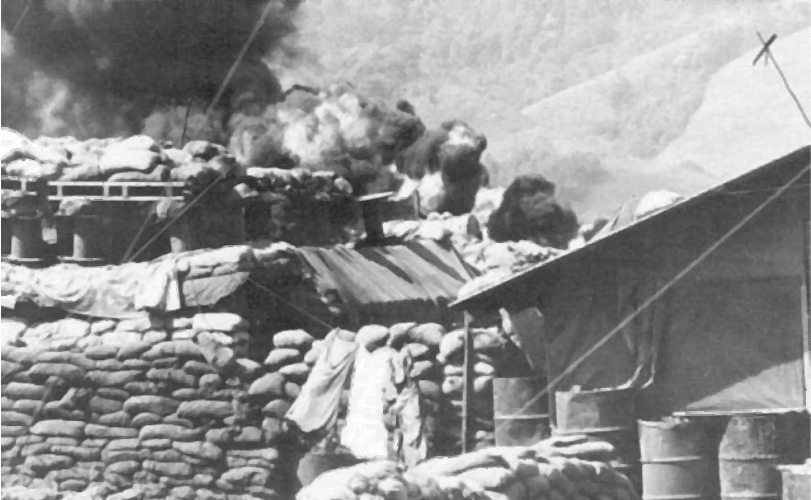
Bunker typique entouré de sacs de sable, et dépôt de carburant brûlant à l'arrière-plan

Le 21 janvier 1968, peu après minuit, la colline 861 est bombardée par les mortiers nord-vietnamiens. Peu après, des sapeurs tentent de faire sauter les positions des Marines sur le sommet tandis que des troupes d'infanterie attaquent. Les attaquants sont toutefois repoussés, entre autres parce qu'ils ont négligé la colline 881 au sud, et se sont trouvés le temps de l'attaque sous le feu d'autres positions de marines, plus élevées. À 5h30, le bombardement des mortiers et de l'artillerie positionnés sur les montagnes environnantes commence sur la base elle-même. Un des premiers obus atteint le dépôt de munitions principal, dans lequel plus de 1 500 tonnes de munitions, soit 90 % des réserves de la base, étaient stockées. Des explosions énormes se succèdent à l'intérieur, durant plus de 48 heures, tuant 18 soldats américains et en blessant grièvement 43 autres. Des troupes nord-vietnamiennes attaquent dans le même temps le village de Khe Sanh, tenu par des marines et des rangers sud-vietnamiens. La première attaque brise la défense mais une contre-attaque reste toujours possible. Après une deuxième attaque, les défenseurs se retirent à l'intérieur de la base abandonnant le village aux Nord-Vietnamiens. Les jours suivants, les Vietnamiens effectuent des explorations armées jusque dans les lignes de défense des marines, mais la grande attaque attendue ne peut être lancée. Au lieu de ça, les canons de l'artillerie nord-vietnamienne continuent à bombarder la base, sur laquelle tombent 300 obus par jour.
L'offensive du Têt qui vient de commencer prend l'armée américaine par surprise. Les services de renseignements avaient prévu une bataille, mais pas une offensive généralisée. L'offensive du Têt mobilise toute l'armée américaine rendant impossible l'envoi immédiat de secours à Khe Sanh. Les soldats américains encerclés dans la base, avec des munitions réduites, sont donc en fâcheuse posture.

### Khe Sanh sous les bombardements

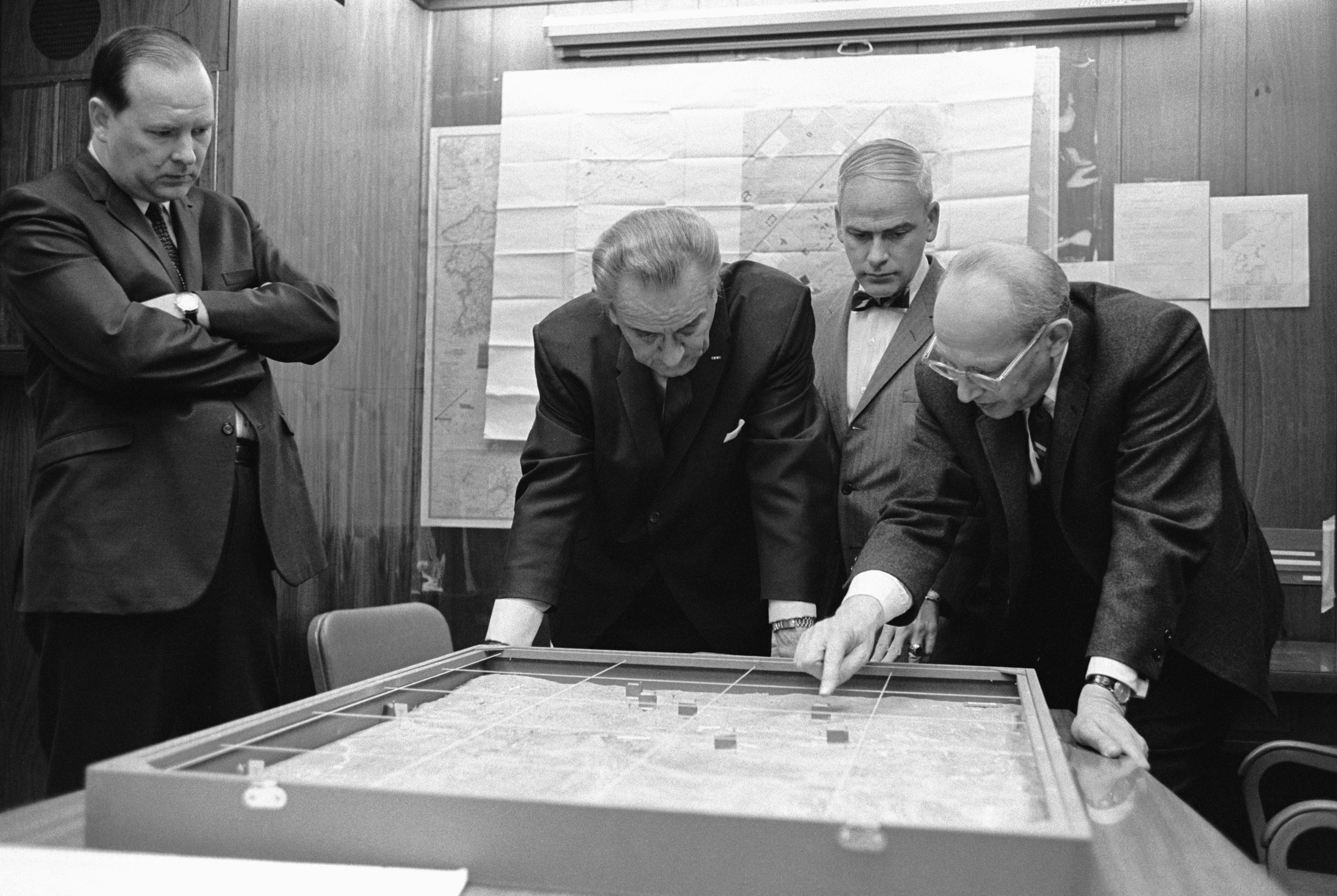
Le président Lyndon Baines Johnson se fait décrire par ses conseillers la situation autour de Khe Sanh.

Les bombardements par l'artillerie nord-vietnamienne durant les deux mois suivants deviennent une habitude pour les marines assiégés. Pour faire face aux bombardements, les marines consolident leurs cantonnements et leurs abris, qui peuvent résister à des obus de mortiers et d'artillerie légère, et construisent un réseau de tranchées et de fossés dans toute la base.
L'approvisionnement de la base s'est organisé difficilement durant les deux mois et demi suivants. Les rations des soldats doivent être limitées. Les soldats dorment dans la boue, souvent avec les rats. Malgré les consolidations, les coups au but de l'artillerie font toujours des blessés et des morts. En raison du début de la saison des pluies, les cantonnements, ainsi que toute la base, se transforment vite en un paysage complètement boueux.
Les assiégés sont soumis à une forte pression psychologique, attendant à tout moment une nouvelle attaque des Nord-vietnamiens dissimulés dans les montagnes environnantes. Les duels d'artillerie entre les canons de la base et ceux des Nord-vietnamiens sont longs et fréquents.
À la Maison-Blanche, le président Johnson se tient informé tous les jours de la situation au moyen d'un modèle réduit de la base. Les chefs d'état-major lui assurent qu'il faut tenir la base. Pour la première fois depuis le début de la guerre du Viêt Nam, le centre de crise de la Maison Blanche est ouvert 24 heures sur 24.

### Combats à Lang Vei

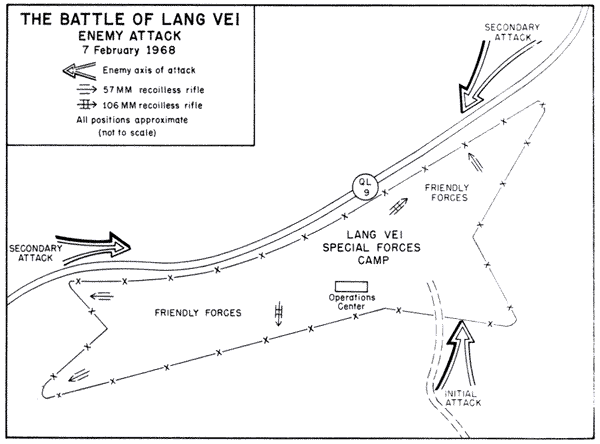
Plan de la bataille de Lang Vei

Le camp de Lang Vei a été créé lorsque les forces spéciales ont rejoint la base de Khe Sanh en 1966. Ce camp était situé à environ 9 kilomètres de la base, proche du Laos. Dans les deux années qui suivirent son implantation, jusqu'en 1968, un petit camp s'y était développé. Il existait 4 positions de défense construites en X, à l'intérieur desquelles se trouvait un centre de commandement en béton armé. La base avait été entourée de fils de fer barbelés et d'un champ de mines de 50 mètres de largeur. Les positions de défense étaient renforcées avec des poutres de bois et des sacs de sable, et possédaient une très bonne ligne de tir. La protection de feu mutuelle était aussi possible.
Le camp était défendu par environ 200 bérets verts. Quatre canons de 57 mm sans recul étaient disponibles, ainsi que deux de 106 mm, deux mitrailleuses M2 et, depuis le 24 janvier, une centaine de munitions anti-char M72. Celles-ci avaient été apportées au camp après que les reconnaissances aériennes et les rapports des auxiliaires laotiens eurent signalé des mouvements de tanks. À cela s'étaient ajoutés environ 290 irréguliers sud-vietnamiens installés depuis longtemps dans le camp de Lang Vei, à quelques centaines de mètres du camp des forces spéciales.
Le 6 février à 0 heure 42, l'attaque des Vietnamiens sur le camp commence, soutenue par 11 chars PT-76 de fabrication soviétique. Pour ouvrir le chemin aux tanks, des sapeurs les ont précédés afin de pratiquer un passage à travers les fils de fer barbelés installés autour du camp. Quand les premières fusées éclairantes illuminent le ciel, les défenseurs prennent conscience de la situation et ouvrent le feu sur les assaillants. Deux tanks sont détruits par les canons de 106 mm. Toutefois, beaucoup d'armes anti-char ne fonctionnent pas correctement, ou bien les munitions n'explosent pas lors de l'impact. Les Vietnamiens, disposant toujours de tanks, manœuvrent autour des épaves et réussissent à briser la défense extérieure du camp.
Les chars PT-76, bien que soumis à un feu nourri, s'emparent des positions des bérets verts. Rapidement, les défenseurs se trouvent dispersés, encerclés et isolés de Khe Sanh, dont ils espéraient du renfort. Mais les Vietnamiens ont occupé toute la région dans la nuit, rendant tout renfort aérien impossible. La route 9 ne peut plus être utilisée par des unités de renfort, parce qu'il faudrait traverser le village de Khe Sanh occupé par les Vietnamiens. Seul soutien pour les défenseurs, un pilote de l'Air Force a survolé longtemps Lang-Vei avec son avion d'observation, permettant de guider des chasseurs-bombardiers pour effectuer des bombardements, mettant deux autres tanks hors de combat. Mais l'ennemi se trouvant très près des défenseurs américains, il a été impossible d'employer du napalm ou des bombes à fragmentation.
À quelques centaines de mètres de là, dans le vieux camp, les Sud-Vietnamiens ont été capturés ou neutralisés. Le commandant Eugene Ashley attaque avec les troupes laotiennes et indigènes, mais ils sont contenus par le feu ennemi, et il est mortellement blessé dans une ultime tentative pour rejoindre le camp. Les soldats américains survivants continuent à se défendre, et réussissent à s'enfuir sous la protection d'attaques aériennes. Des 24 soldats des forces spéciales, quatre ont été tués, 9 capturés, et le reste a réussi à s'échapper. Les 165 hommes des irréguliers ont subi les pertes les plus élevées. Au total, les défenseurs ont perdu 217 hommes. Les pertes des assaillants se sont élevées, d'après les estimations des Américains, à un nombre d'hommes compris entre 250 et 500.
Avec la prise du camp de Lang Vei, les Vietnamiens ont la possibilité d'acheminer du matériel par la route 9 pour la poursuite de la bataille. En outre, le danger sur le flanc sud-ouest des assaillants est éliminé. Des historiens y voient la raison pour laquelle le général Giap a utilisé des tanks lors de la conquête du camp. Mais la plupart d'entre eux ont été détruits lors de cet assaut, de sorte qu'une attaque de tanks sur Khe Sanh, qui aurait causé beaucoup de dégâts, n'était plus à craindre.

### L'approvisionnement aérien

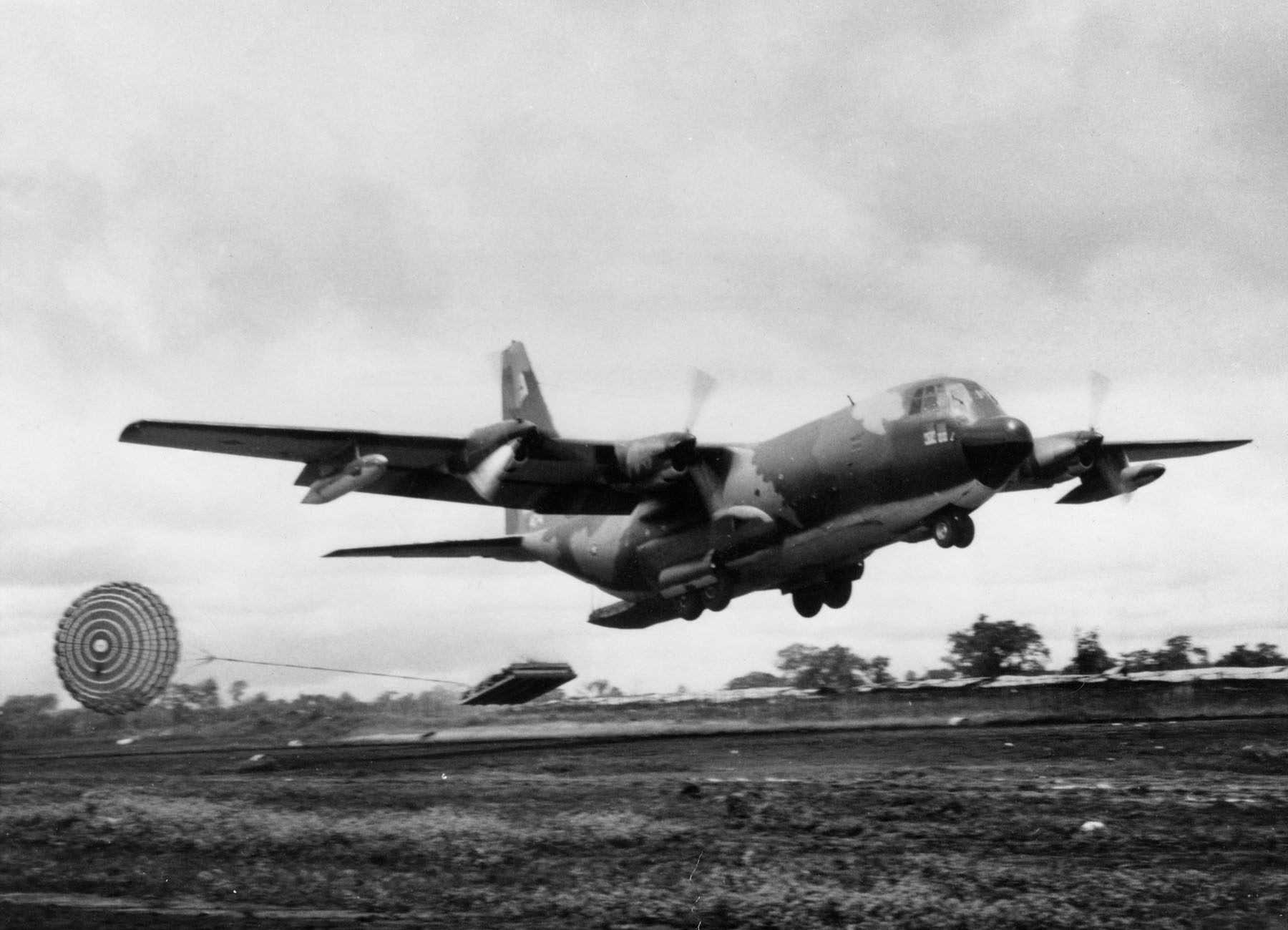
Low Altitude Parachute Extraction System

L'approvisionnement des 6 000 soldats cantonnés à Khe Sanh et la défense de la base nécessitait environ 120 tonnes de matériel chaque jour. Puisque la base a été complètement encerclée par l'ennemi, cet approvisionnement doit être effectué complètement par la voie aérienne. L'opération est très dangereuse, car les Vietnamiens du Nord ont installé plusieurs points de défense aérienne munis de mitrailleuses, qui prennent souvent sous leurs feux les lourds et lents avions d'approvisionnement. À cela s'ajoutent les feux d'artillerie et de mortier qui bombardent parfois les avions au roulage sur la piste.
Pour approvisionner la base, des C-130 Hercules sont mis en œuvre avec 20 tonnes de capacité de fret, ainsi que des C-123 Provider avec 7 tonnes de capacité, et des C-7 Caribou avec 3 tonnes de capacité.

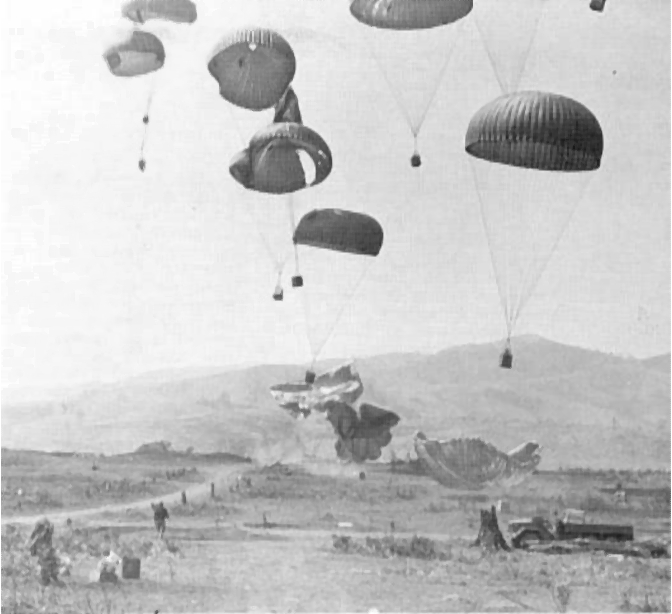
Parachutage d'approvisionnement

Au début du siège, les avions atterrissaient et déchargeaient leur chargement de manière classique. Le 11 février un KC-130 du corps des marines, fut touché par un obus de mortier et explosa avec 10 tonnes de kérosène peu après l'atterrissage. Six membres d'équipage et passagers furent tués. L'aérodrome dut être fermé, et les Américains cherchèrent une solution de remplacement pour l'approvisionnement des troupes. Quelques jours après, le trafic aérien fut rouvert pour des avions plus petits comme les Provider et les Caribou, ceux-ci n'utilisant qu'une partie de la piste. Mais ceux-ci avaient une capacité de fret trop faible pour assurer à eux seuls l'approvisionnement.
Une autre possibilité de ravitaillement était le Low Altitude Parachute Extraction. Pour exécuter cette manœuvre, l'avion vole à environ 2 mètres de hauteur au-dessus de la piste. Les palettes de chargement sont extraites de l'avion par la porte de la soute arrière grâce au déploiement d'un parachute (voir photo). Il y eut toutefois quelques incidents spectaculaires lorsque des palettes tombaient en masse sur des abris et les endommageaient.
Lors d'une autre procédure, également en vol à basse altitude, un câble est tendu en travers de la piste et les palettes sont tirées par un crochet auquel elles sont reliées (de façon semblable à un appontage).
La plupart des approvisionnements sont toutefois lancés par parachute. La zone de largage de la base se trouve justement en dehors de ses limites, à l'est, et fait environ 300 mètres de long et 100 mètres de large. Le timing de largage doit être très précis ; un retard ou une avance d'une seconde signifie que le ravitaillement manque la zone de largage. La base est équipée d'un radar qui permet une bonne coordination avec les avions, les largages sont précis et ne manquent quasiment jamais la zone de largage.
Durant les 77 jours de la bataille, plus de 8 000 tonnes de matériel d'approvisionnement sont larguées au cours de plus de 600 parachutages. 4 000 tonnes sont déchargées par les procédures au sol. 3 avions C-123 sont abattus par la DCA ennemie.

### La lutte pour les postes avancés dans les collines
Les positions des marines sur les collines entourant la base étaient essentielles pour la défense. La perte d'une ou plusieurs positions aurait signifié la fin rapide pour les assiégés. Pour cette raison, 20 % des troupes disponibles (environ 1 200 hommes) sont postés sur les collines.
Les marines ont construit beaucoup de positions avancées sur les collines, autour desquelles les Vietnamiens du Nord combattent constamment. Dans les combats directs, les deux côtés souffrent de pertes élevées, le taux de perte des Américains étant de 50 % environ. Aux attaques directes s'ajoutent les bombardements d'artillerie, que les Américains essayent de combattre avec l'emploi massif de chasseurs-bombardiers et de l'artillerie.
Chaque poste sur les collines a son propre contrôleur aérien (observateur avancé de la force aérienne) qui dirige les chasseurs-bombardiers pour les missions d'attaque. Les mortiers lancent des fumigènes blancs le jour, et des fusées éclairantes la nuit, pour désigner les objectifs. Les corrections et les déviations sont ensuite communiquées par radio aux pilotes qui ont bombardé des objectifs situés à moins de 200 mètres de distance des positions américaines. « We could feel the heat of the burning napalm on our faces » (nous pouvions sentir la chaleur du napalm sur nos visages) écrit un marine dans ses mémoires. La lutte se poursuit 24 heures sur 24.
L'approvisionnement de ces postes extérieurs n'est possible que par hélicoptère - chaque munition, chaque ration, combustible, soldat - tout doit être aéroporté. Cela se révèle de plus en plus difficile avec le temps, puisque les Vietnamiens du Nord prennent les hélicoptères sous leur feu pendant l'approche. Aussitôt ceux-ci arrivés sur zone, ils sont la cible des fusées et des mortiers. Les pertes sont élevées, et l'approvisionnement des troupes est de plus en plus difficile.

#### SuperGaggle

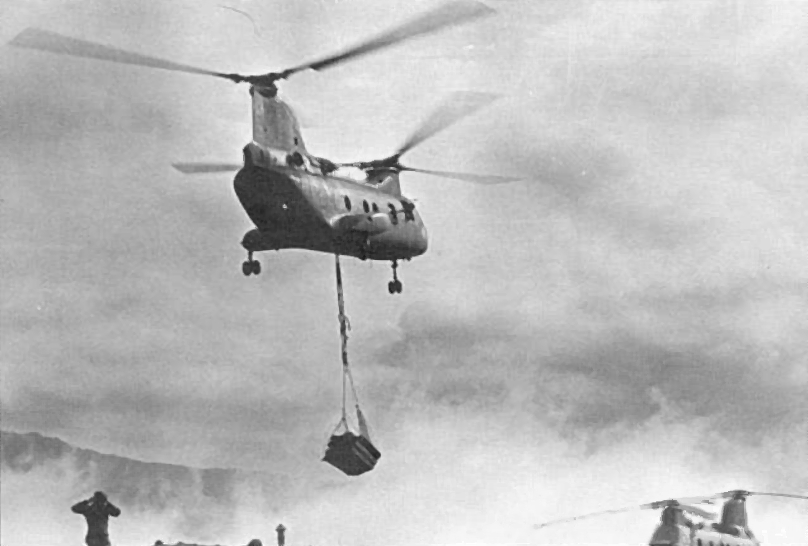
Un CH-46 SeaKnight décollant avec son fret

Les hélicoptères d'approvisionnement subissent des pertes élevées, et la situation des postes extérieurs devient critique. Pour y faire face, les marines ont mis au point une tactique lourde à mettre en œuvre.
Les hélicoptères ne s'approchent plus seuls au-dessus de l'objectif, mais par groupe de 16 appareils, avec des hélicoptères d'observation et d'attaque. Un commandement aéroporté, souvent un avion, est déployé pour chacune de ces opérations.
De plus, au commencement de l'opération, quatre A-4 Skyhawk attaquent les défenses aériennes nord-vietnamiennes connues, souvent des positions de mortiers et de missiles, avec des bombes et du napalm. Deux autres Skyhawks déploient ensuite un rideau de fumée le long du couloir d'approche, pour égarer les guetteurs nord-vietnamiens. Trente secondes plus tard approchent alors les CH-46 SeaKnights sous la couverture de UH-1 gunships, tandis que quatre autres Skyhawks volent à proximité pour un éventuel soutien. Les hélicoptères de transport se succèdent alors avec 10 secondes d'intervalle pour déposer leur fret (généralement au bout d'une corde). Ils ne se posent que si c'est nécessaire, pour apporter de nouveaux renforts ou évacuer des blessés. « We were literally thrown out » (« nous étions littéralement jetés hors de l'hélicoptère ») écrit Dave Powell dans ses souvenirs. Une nuée d'hélicoptères s'approche comme des oies bruyantes, ce qui vaut rapidement à ces expéditions le sobriquet de Supergaggle (« super troupeau »). Ces opérations durent au maximum 5 minutes, et assurent l'approvisionnement des postes extérieurs. Avec cette façon de procéder, seuls 2 hélicoptères sont abattus, ce qui démontre l'efficacité de ce type d'opérations.

### Le soutien aérien
La bataille de Dien Bien Phu avait démontré l'impossibilité pour des assiégés de se défendre de manière autonome, et les Américains font tout pour éviter qu'une telle chose se produise. Le général Westmoreland demande donc l'opération Niagara, opération commune à l'USAF et à la US Navy. Le nom a été choisi par Westmoreland.

#### Opération Niagara I (14 Janvier au 21 Janvier 1968)

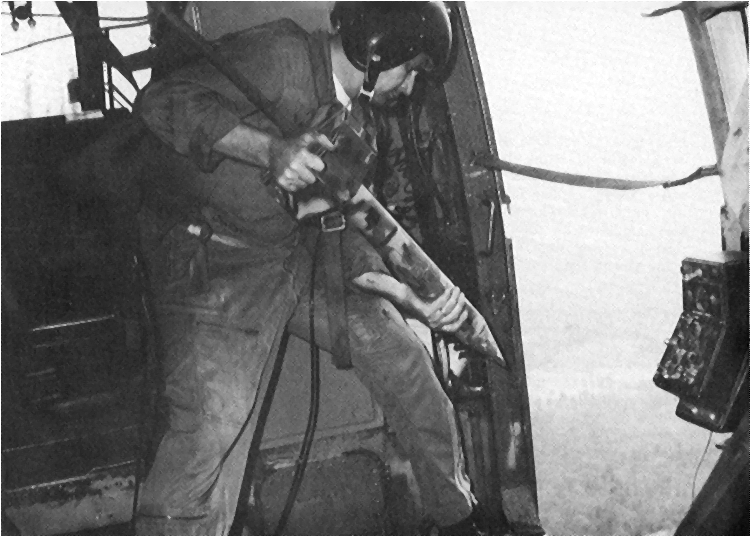
Lancement d'un micro à partir d'un hélicoptère

Dans les mois précédant le début de l'attaque de la base de Khê Sanh (21 Janvier 1968), quand les vastes mouvements de troupes du Nord Viêt-Nam avaient été découverts, une vaste opération de reconnaissance et de renseignement avait été planifiée autour de la base de Khe Sanh.
En plus des patrouilles le long de la frontière, devenue la spécialité de la 101e division, des avions de reconnaissance lançaient des micros d'écoute. Ceux-ci avaient été lancés par avance sur les secteurs supposés et connus d'opérations, et prévenaient le centre de contrôle des mouvements hostiles. C'est de là qu'étaient transmises les informations aux forces aériennes et à la marine, et que les ordres d'attaquer leur étaient donnés. Les informations rassemblées ont permis aux forces armées aériennes de réagir rapidement lors des concentrations et des mouvements de troupes des Vietnamiens du Nord avant chaque attaque.

#### Opération Niagara II

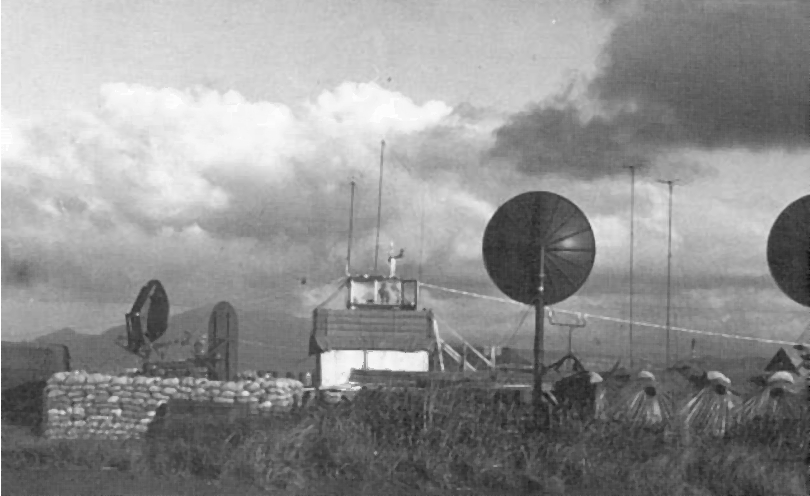
Centre de contrôle et radar de la base

Lorsque les nord vietnamiens ont attaqué la base de Khê Sanh le 21 Janvier 1968, les attaques aériennes deviennent un objectif majeur de l'armée de l'air et de la marine. L'opération Niagara I se poursuit et change d'ampleur. La marine met surtout en œuvre des chasseurs-bombardiers pour l'attaque de positions ennemies. Si le temps est favorable et qu'il n'y a ni brouillard ni nuage rendant l'approche impossible, les chasseurs-bombardiers et les avions d'attaque au sol peuvent attaquer les positions hostiles 24 heures sur 24, suivant les instructions des contrôleurs aériens de la base. Il y a parfois plusieurs douzaines de missions par jour, et pendant les 77 jours du siège, environ 50 000 tonnes de bombes et 10 000 tonnes de napalm sont lancés sur la région autour de la base.
À cela, il faut ajouter les bombardements effectués par les bombardiers B-52 Stratofortress pendant l'opération Arc Light. Venant de Guam, de Thaïlande ou bien de la base d'Okinawa au Japon, les bombardiers s'approchant toutes les 90 minutes déversent, 24 heures sur 24, 23 tonnes de bombes à chaque bombardement sur les positions ennemies. Jusqu'au 18 février, ils observent une distance de sécurité de 3 km autour de la base, pour ne pas toucher les soldats américains. Mais les Vietnamiens ont un système de galeries et de tranchées qui s'approche de très près des lignes des marines, et, après le 18 février, sous la conduite du radar au sol de la base, les bombardiers effectuent des bombardements jusqu'à moins de 1 km de la base. Quand le succès de telles actions est avéré, la zone de sécurité autour de la base est réduite à 1 km, et le camp ennemi est survolé en permanence. Au total, les B-52 larguent, au cours de 2 548 sorties, environ 60 000 tonnes de bombes sur la région autour de la base de Khe Sanh. En moyenne, les bombardements sont trois fois plus intenses que ceux de la Seconde Guerre mondiale.

### La fin de la bataille

#### Attaque directe

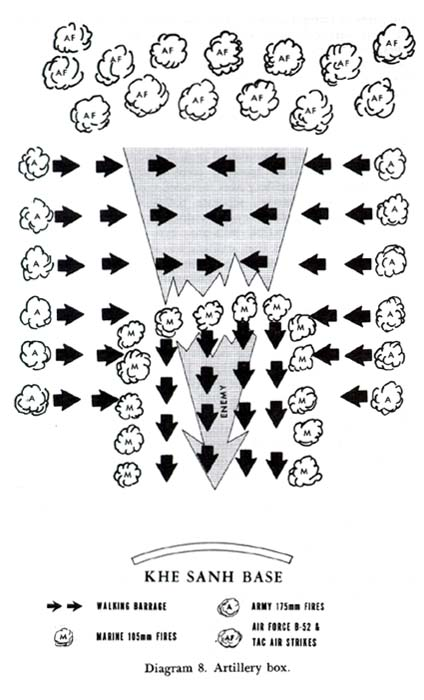
Plan de bombardement de l'artillerie lors de la défense

Les attaques sur la base elle-même s'étaient limitées au début à des missions d'exploration plus ou moins puissantes, qui avaient pour but principal de tester les défenses et de trouver ses faiblesses. Cela cesse le 26 février lorsque le 66e bataillon nord-vietnamien attaque la ligne de défense ouest de la base, tenue par le 37e bataillon de rangers-forestiers sud-vietnamiens. Les défenses de la base entrent alors en action. Les canons d'artillerie bombardent les Vietnamiens d'un feu nourri.
Les troupes vietnamiennes sont prises en même temps sous les feux de l'artillerie lourde américaine située sur les collines Carrol et Rockpile, tandis que les unités vietnamiennes restées en arrière subissent de lourdes pertes par des attaques aériennes massives. Les assaillants survivants sont pris dans le feu direct des défenseurs, et l'attaque est un échec.
Alors que les bombardements des canons nord-vietnamiens étaient devenus une habitude pour les marines, les micros d'écoute ont enregistré durant la dernière semaine de mars une forte hausse des mouvements autour de la base qui allait de pair avec une augmentation des bombardements d'artillerie. Le 23 mars, plus de 1 000 obus tombent sur la base, avec une moyenne de 100 obus par heure. Les défenseurs s'attendent alors à affronter une attaque massive, mais c'est précisément l'opposé qui se produit : l'ennemi est en train de retirer la plus grande partie de ses troupes de la région, laissant environ seulement 5 000 Nord-Vietnamiens.
Les marines, après des semaines passées à ne pas s'éloigner de plus de quelques centaines de mètres de la base, peuvent entreprendre des attaques, plus ou moins fortes et agressives, sur les positions des Nord-Vietnamiens dans les collines, et parviennent parfois à les en déloger.

#### Arrivée de la1redivisionde cavalerie

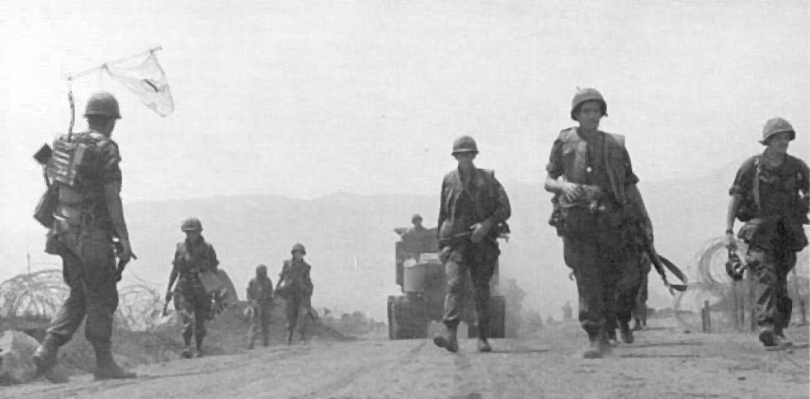
Soldats de la 1re division de cavalerie durant l'opération Pegasus

Le 31 mars, la 1re division de cavalerie US, des unités du 1er et 26e régiment d'infanterie de marines, et la 2e force aéroportée sud-vietnamienne, commencent une attaque le long de la route 9. C'est le début de l'opération Pegasus.
Les unités de marines et les sud-vietnamiens avancent le long de la route et, dans le même temps, la 1re division de cavalerie protège les flancs de la colonne de secours en allant inspecter et neutraliser les positions nord-vietnamiennes dans les collines au nord et au sud de la route. Au début de l'après-midi du 6 avril, les premières unités de rangers sud-vietnamiens atteignent la base de Khe Sanh. Deux jours plus tard, la route 9 en partie détruite est de nouveau libre et praticable, après que des pionniers l'ont reconstituée. La première division de cavalerie atteint la base, pour relever les marines. L'opération Pegasus est achevée officiellement le 14 avril, après que les unités vietnamiennes et la 1re division de cavalerie ont rejoint tous les postes isolés sur les plateaux. Là, ils constatent les effets des bombardements de l'opération Niagara en découvrant des centaines de Nord-Vietnamiens morts, parfois insuffisamment enterrés.

#### Réparation et démolition de la base
Le 26e régiment de Marines se trouve sous les feux médiatiques après le 18 avril. Le 23 mai, il reçoit une citation présidentielle de la part du président Johnson.
La base de Khe Sanh est ensuite largement reconstruite, mais seulement quelques positions d'artillerie continuent à participer au soutien d'opérations dans le Quang tri province occidental. Quand il devient clair que le président Johnson n'approuvera pas d'expansion du conflit au Laos limitrophe en raison de la situation politique difficile en Amérique, il est décidé d'évacuer la base, chose faite le 23 juin, jour où elle est définitivement évacuée. Dès lors, il n'y a plus d'unités mobiles disponibles dans le secteur, la base n'étant pas nécessaire pour attaquer la piste Ho Chi Minh.

### Résultat et analyse

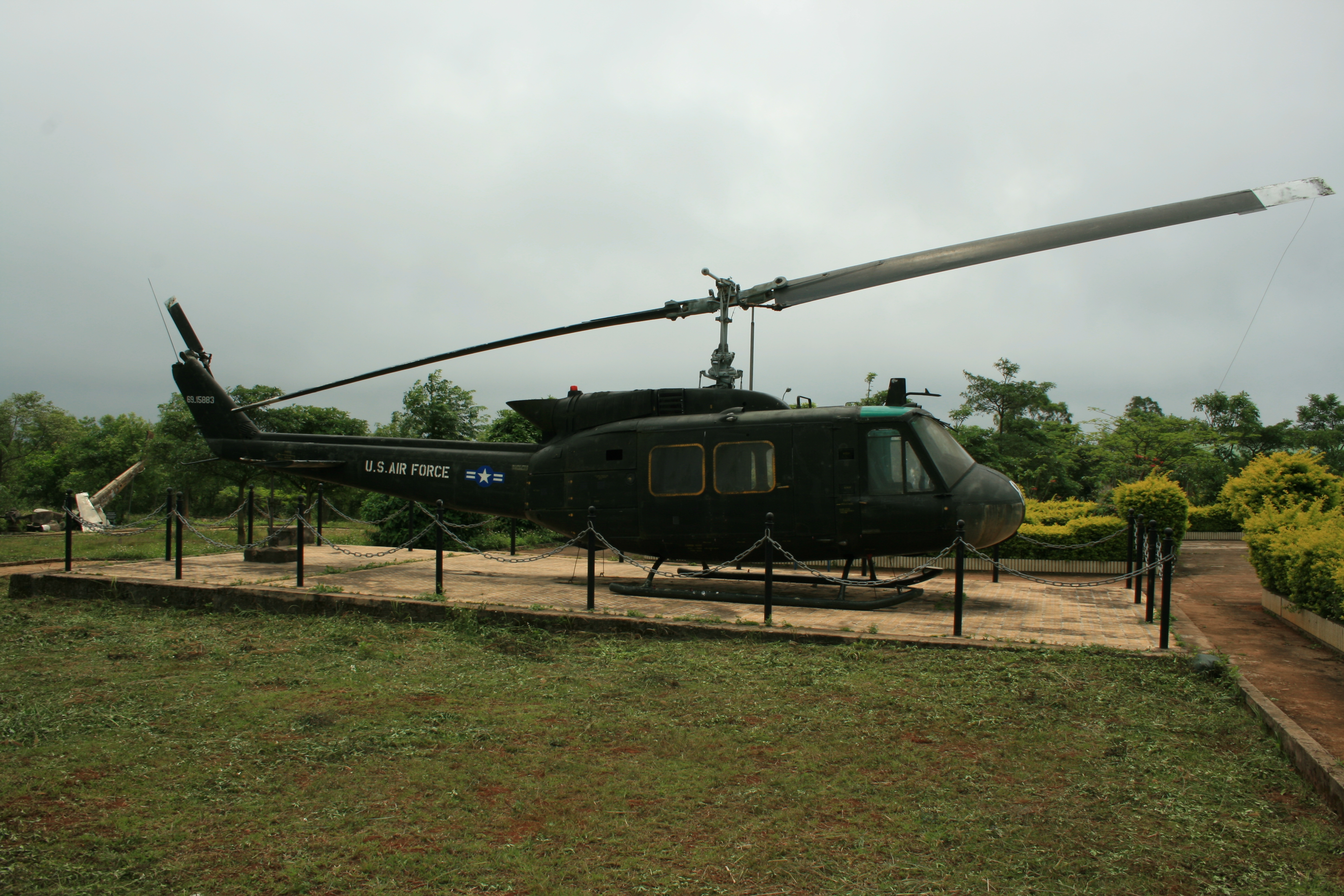
Hélicoptère américain UH-1 Huey abandonné et conservé en l'état au musée de la base de combat de Khe Sanh.

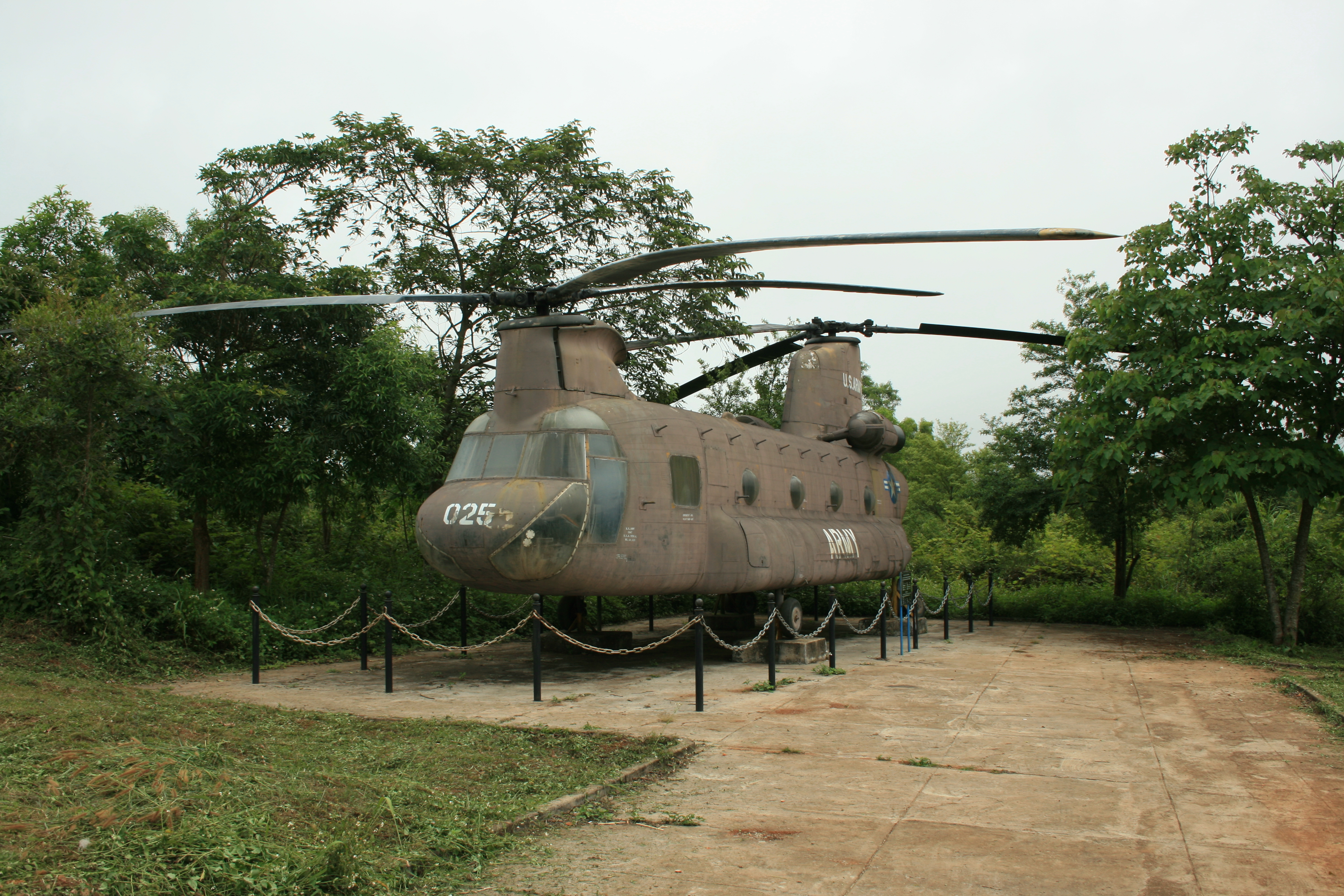
Hélicoptère CH-47 Chinook abandonné et conservé en l'état au musée de la base de combat de Khe Sanh.

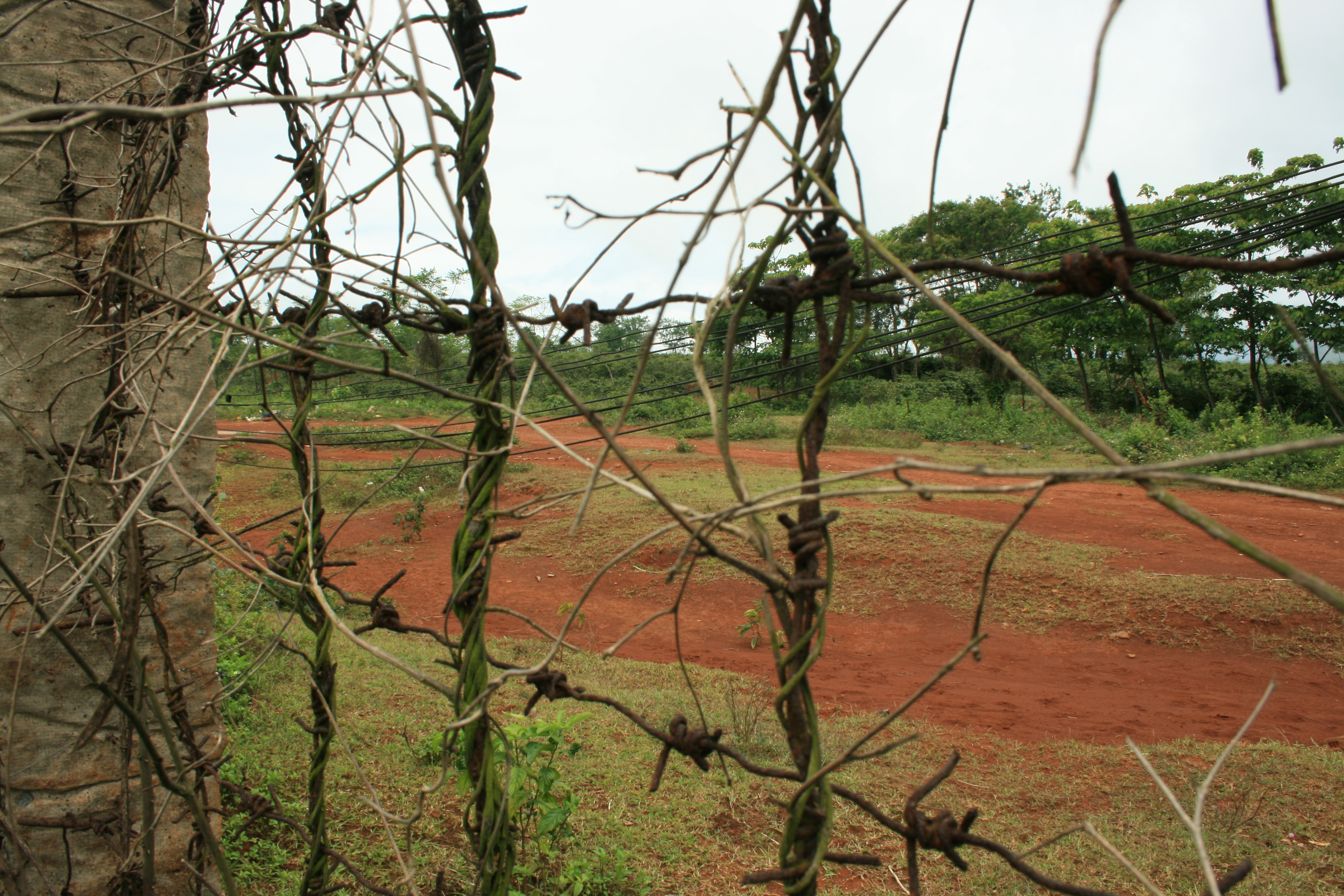
L'aérodrome désaffecté en 2009.

#### Militaire
L'état-major américain considéra le siège de Khe Sanh comme une victoire. Après plus de deux mois de combats durant lesquels l'US Air Force fit pleuvoir plusieurs milliers de tonnes de bombes sur les collines autour de Khe Sanh, l'armée américaine avait estimé qu'au moins 13 000 Vietnamiens avaient été tués. Durant l'opération Pégase, la première division de cavalerie a récupéré dans la région de Khe Sanh des milliers d'armes et de fournitures de l'armée nord-vietnamienne (la plus grosse prise de la guerre), ainsi que de nombreux livres et lettres appartenant aux soldats. Les prisonniers furent relativement peu nombreux, mais plusieurs dirent que leurs régiments avaient été décimés par l'aviation américaine. Le général Westmoreland, commandant du MACV, affirma que Khe Sanh fut un « Dien Bien Phu à l'envers ».

#### Global
Militairement, la bataille est une victoire américaine indéniable, mais le but poursuivi par les Vietnamiens est peu clair. Pour certains, cette bataille a été une victoire stratégique vietnamienne, car elle leur a permis de fixer une grande quantité de troupes américaines loin des villes où se déroulait simultanément l'offensive du Têt. Ce qui a bel et bien servi les desseins vietnamiens. Le but de la bataille n'aurait donc pas été de battre l'armée américaine, mais de retenir troupes, matériel et moyens, chose que les Vietnamiens ont réussi à faire. La discussion n'est pas close à ce jour.

## Apparitions
- Bruce Springsteen a fait allusion à la bataille dans son tube Born in the U.S.A. avec la phrase « I had a brother at Khe Sanh. »
- Le siège de Khe Sanh est une carte du jeu Battlefield Vietnam.
- La bataille de Khe Sanh est citée dans les paroles de la chanson  I shall return du groupe français Trust avec la phrase « U.S. go home la bataille de Khe-Sanh. ».
- Bien qu'aucun Australien n'ait pris part à cette bataille, le groupe de rock australien Cold Chisel a écrit une chanson nommée Khe Sanh, sur un vétéran australien de la guerre du Viêt Nam.
- Khe Sanh, film de Edward Zwick avec Tom Hanks en préparation.
- Khe Sanh est mentionné par le président des États-Unis Barack Obama dans son discours inaugural, le 20 janvier 2009; voir (en) « President Barack Obama's Inaugural Address » (à 7 min 37 s).
- Khe Sanh, est évoqué dans le film Point Break par le personnage d'Angelo Papas (Gary Busey) en 1991.
- Khe Sanh est le théâtre d'une mission du jeu vidéo Call of Duty: Black Ops sorti en 2010.
- Khe Sanh est un chapitre du livre Putain de mort sorti en 1980 relatant la période où Michael Herr est resté sur la base.
- Dans le jeu Arma 2, le porte-avion déployant les troupes américaine au Chernarus est nommé USS Khe Sanh.